# Atheromatose

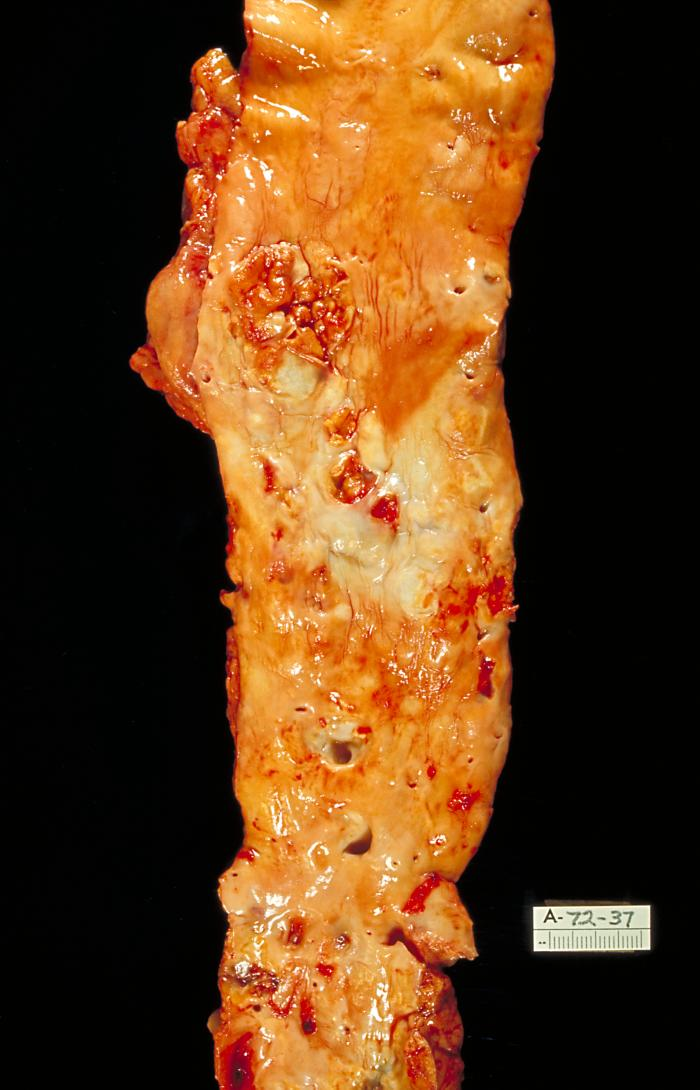
Ernstige atheromatose van de aorta. Autopsie-exemplaar.

Atheromatose is een gecompliceerde en langzaam voortschrijdende ziekte, waarbij vetachtige stoffen in de wand van slagaders worden afgezet. Daardoor ontstaat in eerste instantie een fatty streak. Door verdere ophoping van vetachtige stoffen ontstaat een atheroom-plaat of plaque die bestaat uit een kern van vetachtige stoffen, dode schuimcellen en gladspierweefselcellen. Deze plaque is bedekt met een kapsel bestaand uit gladspierweefselcellen en extracellulaire matrix. Aderverkalking is een verouderde en misleidende naam, aangezien het niet de aders betreft, maar de slagaders en omdat verkalking slechts een bijkomstigheid is. Atheromatose treedt op naast de normale veroudering of arteriosclerose, waarbij de slagaders degenereren en minder elastisch worden. Samen worden deze twee atherosclerose (Grieks, athere = tarwebrij, skleros = hard) genoemd.
Een plaque kan zo sterk aangroeien, dat dit kan leiden tot afsluiting van een bloedvat. Echter, de frequentste ernstige complicaties ontstaan door het scheuren van de plaque, waardoor de inhoud ervan in de bloedbaan terechtkomt, en elders een embolie veroorzaakt, bijvoorbeeld een hartinfarct of herseninfarct.

## Meest frequente plaatsen van aantasting
Atherosclerose komt het meest voor op bepaalde voorkeursplaatsen in het vaatbed, waarbij de plaats het eventuele klinisch beeld bepaalt:
- de kransslagaders in het hart; risico op hartinfarct,
- slagaders naar de hersenen; risico op herseninfarct,
- slagaders naar de benen; eventueel etalagebenen, risico op acute ischemie van het been,
- slagaders naar de darmen; eventueel mesenterische ischemie,
- slagaders naar de nieren; eventueel renale arteriële stenose (onder andere).

Volgens een artikel in het wetenschappelijke tijdschrft Nature van 14 september 2000 is – of was destijds – Atherosclerose de onderliggende oorzaak van 50 procent van alle sterfgevallen in de ontwikkelde landen.

## Ziektemechanisme

### Vorming van defatty streak
Lipoproteïnen circuleren in de bloedbaan. De belangrijkste hiervan, het lagedichtheidlipoproteïne (LDL), kan door de omlijning van het bloedvat (het endotheel) migreren en zich ophopen in de binnenste laag van het bloedvat, de tunica intima. Daar bindt het LDL aan onderdelen (proteoglycanen) van de extracellulaire matrix; dit is een structuur bestaande uit onder andere collageen en elastine die ondersteuning biedt aan cellen. Ter plaatse ondergaat het LDL twee chemische veranderingen, namelijk oxidatie en glycosylering. De aldus ontstane reactieproducten dragen verder bij aan het proces van atherosclerose.
De tweede stap bestaat uit het aantrekken van witte bloedcellen (leukocyten, voornamelijk monocyten en lymfocyten) naar plaatsen waar het chemisch veranderde LDL zich in de intima bevindt. Ze worden aangetrokken door het gemodificeerde LDL zelf, door bepaalde cytokines en monocyte chemoattractant protein-1 (MCP1). Als bloed normaal stroomt, gebeurt dit niet zo snel omdat dan stikstofmonoxide wordt gevormd. Dit heeft ontstekingsremmende eigenschappen, waardoor onder andere de leukocyten minder aan de vaatwacht hechten en LDL minder makkelijk door het endotheel heen kan migreren. Op plaatsen waar bloedvaten vertakken stroomt het bloed wervelend, waardoor ter plaatse geen of minder stikstofmonoxide wordt aangemaakt. Bij die vertakkingen komt vaker atheromavorming voor, doordat leukocyten daar dus makkelijker aan de vaatwand kunnen hechten.

### Plaquevorming
Eenmaal in de intima veranderen de monocyten in macrofagen. Deze hebben de mogelijkheid om het LDL in zich op te nemen; ze worden dan schuimcellen (histiocyten). Normaliter wordt een deel van het LDL weer uit de schuimcellen verwijderd door HDL-cholesterol, maar dit proces is verstoord bij het voortschrijden van atherosclerose, waardoor LDL zich blijft ophopen in schuimcellen. De schuimcellen veroorzaken een ontstekingsproces door cytokines af te geven, zoals interleukine-1 en tumornecrosefactor-alfa, waardoor nog meer macrofagen worden aangetrokken. Een aantal van de schuimcellen zal afsterven (apoptose) en vormt de kern van de atherosclerotische plaques. Daarbij komt de inhoud van de schuimcellen vrij, wat verder bijdraagt aan het ontstekingsproces. Door de ontsteking migreren gladde spiercellen (SMC) uit de omringende laag, de tunica media, naar de plaque. Ook maken zij een kapsel van bindweefsel om de kern door de productie van extracellulaire matrix (ECM). In de plaques bevinden zich ook geactiveerde T-cellen die interferon-gamma kunnen maken, wat gladde spiercellen aanzet tot vermenigvuldiging. In een vergevorderd stadium hoopt zich calcium in de plaque op, evenals stoffen die in botten voorkomen. Wat er met het calcium in de plaque gebeurt (calcificatie), vertoont overeenkomsten met botvorming. Hierdoor wordt de plaque 4-5 maal zo stijf als zonder de calcificatie. Een en ander verklaart de in onbruik geraakte term aderverkalking. De calcificatie dient als barrière ter bescherming tegen verdere ontstekingsreacties die de atherosclerose verergeren. In de leeftijd van 60-69 jaar komen calcificaties voor bij driekwart van de mensen zonder vaatproblemen, en bij 100% van de 60-69-jarigen met een ziekte van de coronaire vaten.

## Risicofactoren
Atheromatose is een normaal verouderingsproces en komt nagenoeg bij iedereen voor. De belangrijkste en meest voorkomende risicofactoren zijn:
- leeftijd, ouder worden[11]
- van het mannelijk geslacht zijn[12]
- roken[13]
- suikerziekte[14]
- hoge bloeddruk
- hoog LDL-cholesterol[15]
- laag HDL-cholesterol[15]
- inactiviteit[16]
- overgewicht/obesitas[17]
- ongezond eetpatroon (veel suiker en verzadigde vetten)
- hyperhomocysteïnemie[18]
- hoog C-reactief proteïne[19]
- genetisch (familiegeschiedenis)

## Behandeling
Een oorzakelijke behandeling van het ziekteproces bestaat niet. De huidige behandeling is preventief van karakter: het verminderen van de risicofactoren door behandeling ervan, of door aanpassing van de levensstijl. Dit vertraagt het atherosclerotisch proces. Primair is preventie bij mensen zonder voorgeschiedenis van hart- en vaatziekten. Preventie na bijvoorbeeld een hartinfarct noemt men secundair, het is ter voorkoming van verdere progressie van de atherosclerose en eventueel een nieuw infarct of een CVA.
Naast medicamenteuze behandeling van een hoge bloeddruk, suikerziekte en een hoog cholesterolgehalte, zijn informatie/educatie en leefstijladviezen (lifestylemanagement) van groot belang. De belangrijkste adviezen zijn: stoppen met roken en met mate drinken, meer/gezond bewegen (zie richtlijn NHS) respectievelijk conditie verbeteren, afvallen (idealiter tot binnen de limieten voor een gezond gewicht, maar ieder gewichtsverlies is winst) en dieetadvies.
Het behandelen van een hoog cholesterolgehalte door middel van statines is tot nu de meest effectieve methode om het proces te vertragen en in bepaalde gevallen zelfs enigszins te doen teruggaan. Dit laatste is voor het eerst aangetoond bij rosuvastatine. In ander onderzoek kon dit reductie-effect overigens niet worden gereproduceerd, wel het vertragingseffect.
Wanneer er vernauwingen bestaan is het soms mogelijk deze op te heffen of te verminderen (dotteren) of te omzeilen door een bypass (omleidingsoperatie).
Het geven van kalkoplossende middelen zoals EDTA bij chelatietherapie is zinloos en leidt in wetenschappelijke onderzoeken met controlegroep niet tot een meetbare verbetering van de doorbloeding van het vat.